# Canyon de l'Artuby
Ne doit pas être confondu avec Gorges de l'Artuby.
Le canyon de l'Artuby est une gorge de France située en Provence, dans le nord du département du Var, sur le cours de l'Artuby.

## Géographie
Dernières gorges situées sur le cours de la rivière, elles mesurent 10 kilomètres de longueur pour une largeur d'environ 150 mètres et une profondeur d'environ 150 mètres. La rivière s'est ici enfoncée dans les terrains calcaires dans l'est du Petit Plan de Canjuers, au pied des collines d'Estelle et de Chastillon situées à l'est, à l'ouest de Comps-sur-Artuby et de Trigance.
Très sauvages, aucune route ni sentier ne les empruntent, seul le pont de Chaulière les franchit dans leur partie aval. Juste en amont du pont débute la partie des gorges incluses dans le camp de Canjuers et juste en aval de celui-ci se trouve la confluence de l'Artuby et du Verdon, au cœur de ses gorges.

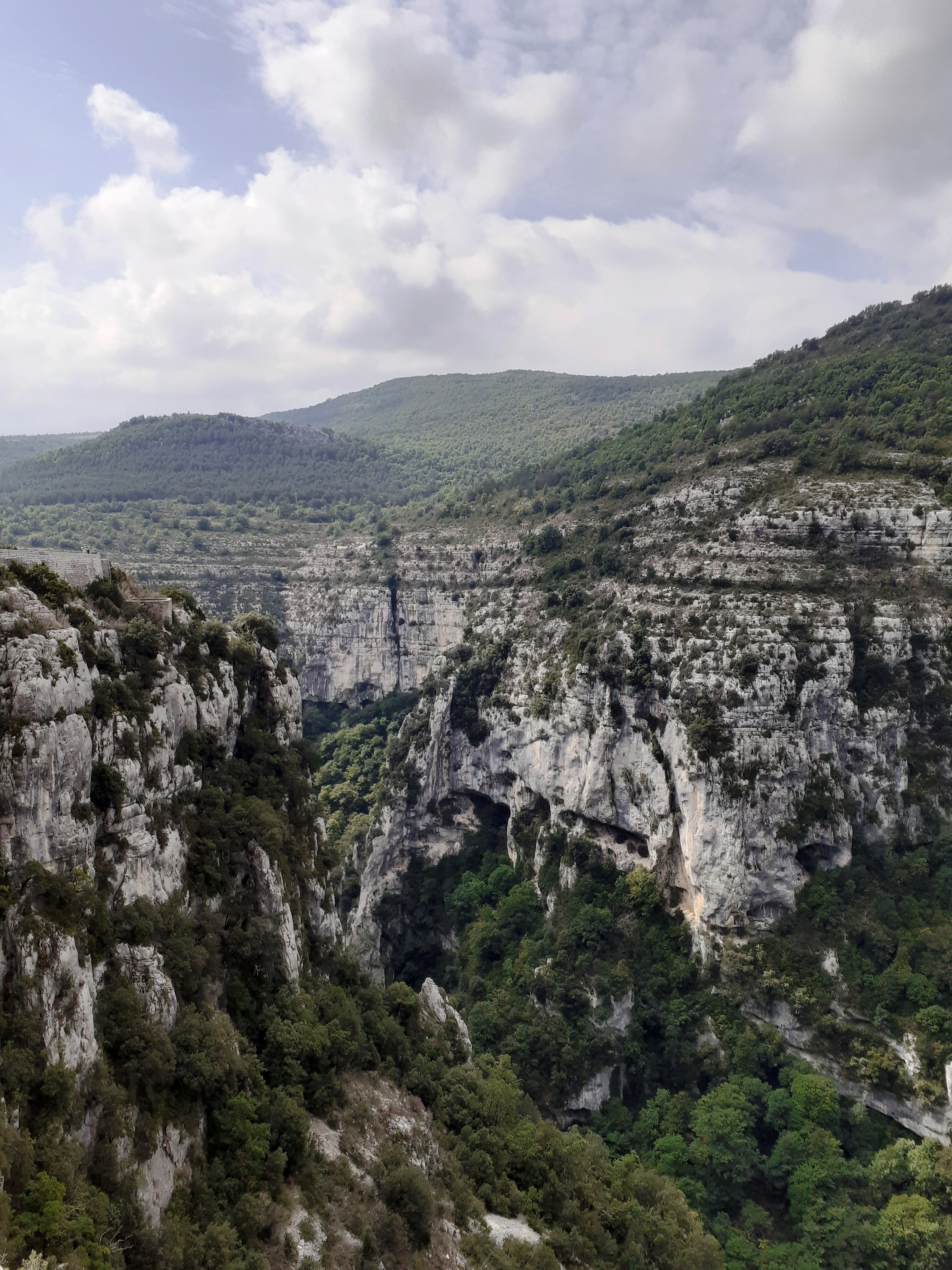
Vue de la sortie des gorges à la confluence entre l'Artuby et le Verdon depuis le balcon de la Mescla.

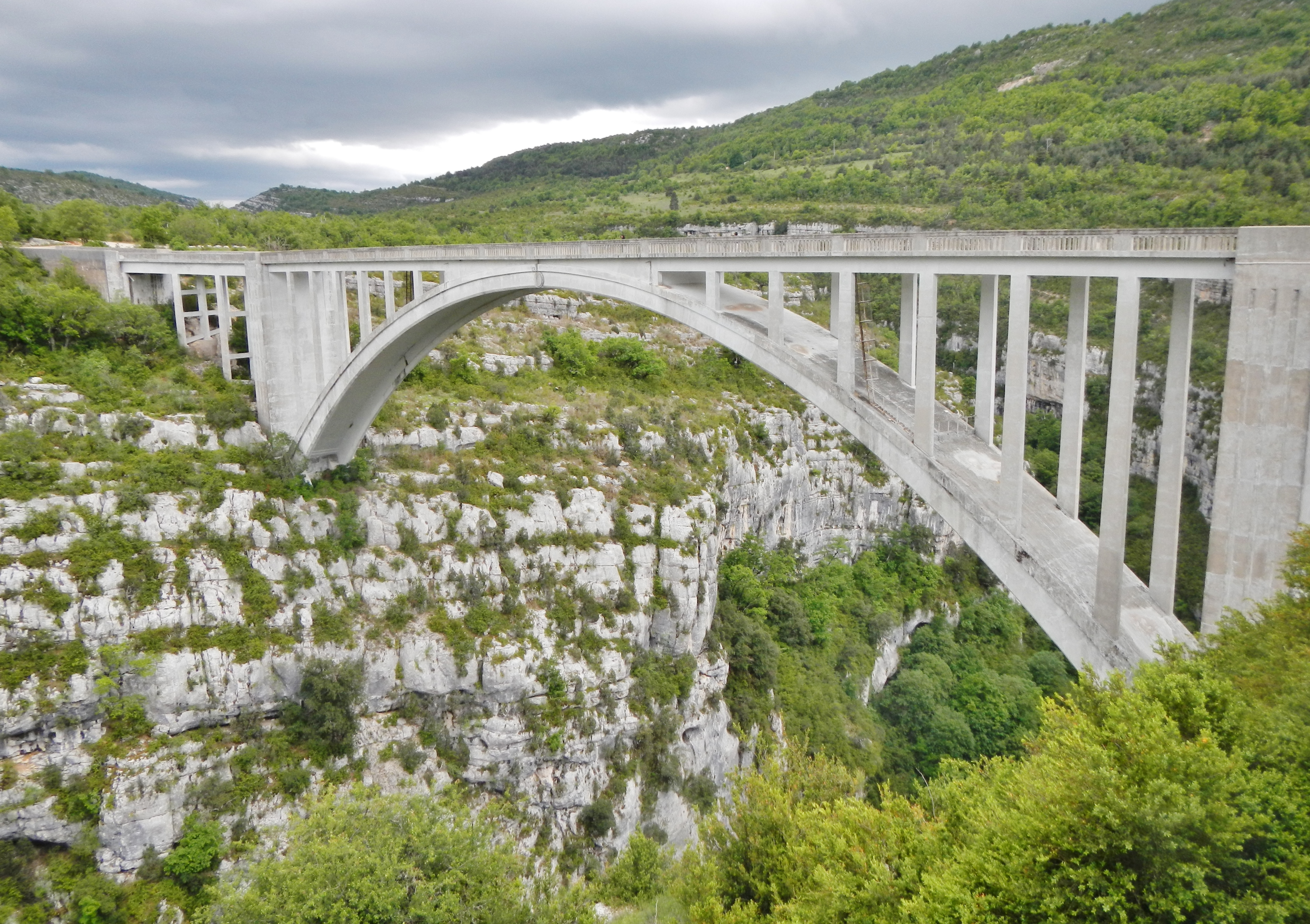
Le pont de Chaulière franchissant le canyon de l'Artuby.